# Onychogomphus rappardi
Onychogomphus rappardi – gatunek ważki z rodziny gadziogłówkowatych (Gomphidae).